# Stazione di Itozaki
La stazione di Itozaki (糸崎駅?, Itozaki-eki) è una stazione ferroviaria situata nella città di Mihara, nella prefettura di Hiroshima in Giappone. Si trova sulla linea principale Sanyō.

## Linee e servizi
JR West
■ Linea principale Sanyō

## Caratteristiche
La stazione è dotata di due marciapiedi a isola con quattro binari in superficie. La stazione supporta la bigliettazione elettronica ICOCA ed è priva di tornelli di accesso.
| 1-2 | ■ Linea principale Sanyō | per Fukuyama, Kurashiki e Okayama |
| 3-4 | ■ Linea principale Sanyō | per Mihara, Hiroshima e Kure      |

## Stazioni adiacenti
| «                      | Servizio               | »                      |
| Linea principale Sanyō | Linea principale Sanyō | Linea principale Sanyō |
| ---------------------- | ---------------------- | ---------------------- |
| Onomichi               | Locale                 | Mihara                 |